# Anna Zwirydowska
Anna Zwirydowska (28 de enero de 1986) es una deportista polaca que compite en lucha libre. Ganó dos medallas en el Campeonato Europeo de Lucha, plata en 2014 y bronce en 2007.

## Palmarés internacional
| Campeonato Europeo | Campeonato Europeo | Campeonato Europeo | Campeonato Europeo |
| Año                | Lugar              | Medalla            | Categoría          |
| ------------------ | ------------------ | ------------------ | ------------------ |
| 2007               | Sofía (Bulgaria)   | Medalla de bronce  | 59 kg              |
| 2014               | Vantaa (Finlandia) | Medalla de plata   | 55 kg              |